# Dorfkirche Wagenitz

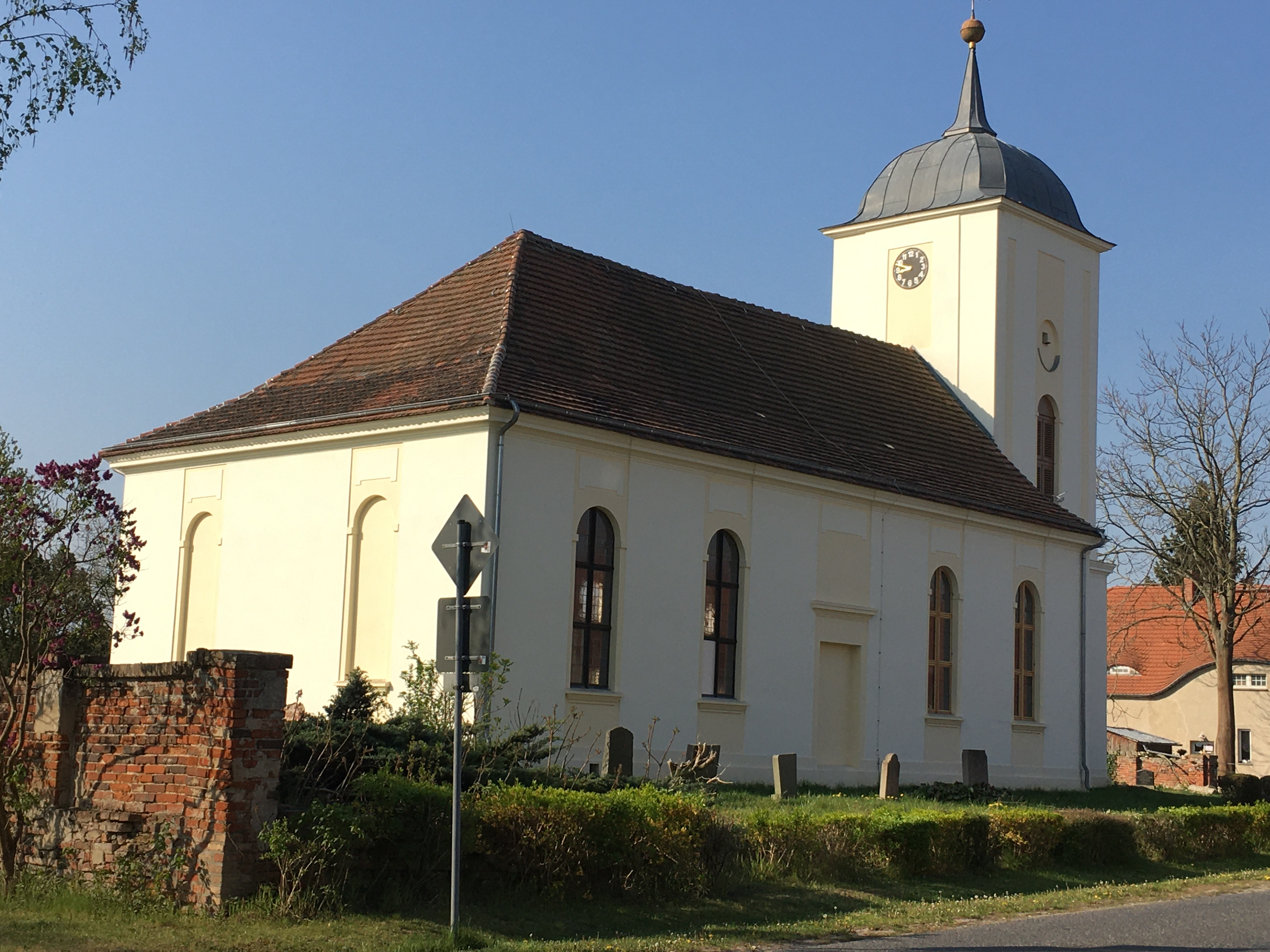
Dorfkirche Wagenitz

Die Dorfkirche Wagenitz ist die Kirche in Wagenitz, einem Ortsteil von Mühlenberge im brandenburgischen Landkreis Havelland.

## Geschichte
1527 wurde eine erste Fachwerkkirche in Wagenitz als Filialkirche von Senzke erbaut. Erster Kirchenpatron von Wagenitz war Johann Christoph von Bredow. 1635 wurde Wagenitz und seine Kirche durch Angriff der Schweden zerstört. Kirchenpatron Hans Christoph I. von Bredow, der als 12-jähriges Kind als Einziger die Zerstörung der Kirche und des Ortes überlebt hatte, baute 1664 die Kirche wieder auf. Seine Bestattung fand in der beim Bau vermutlich bereits errichteten Gruft unterhalb der Kirche statt. 1753 wurde die jetzige Kirche als Saalkirche errichtet. Sie besaß zwei Seiteneingänge und einen Eingang im Turm. Der über 150 Jahre zugemauerte Zugang zur Gruft wurde nach der Restaurierung als dauerhaften Zugang umgebaut. Zwar vermuteten Experten ein bauzeitliches Portal, doch dessen Ausprägung war nicht zweifelsfrei nachweisbar. Nach jahrelangen Diskussionen gab es schließlich den Konsens, ein schlichtes, rechteckiges Eingangsgebäude mit Satteldach zu errichten, dass die unterliegende Außentreppe aus der Bauzeit schützt. Im Giebel des Anbaus sorgt eine dauerhafte Öffnung für eine Belüftung der Gruft.

## Baumaßnahmen

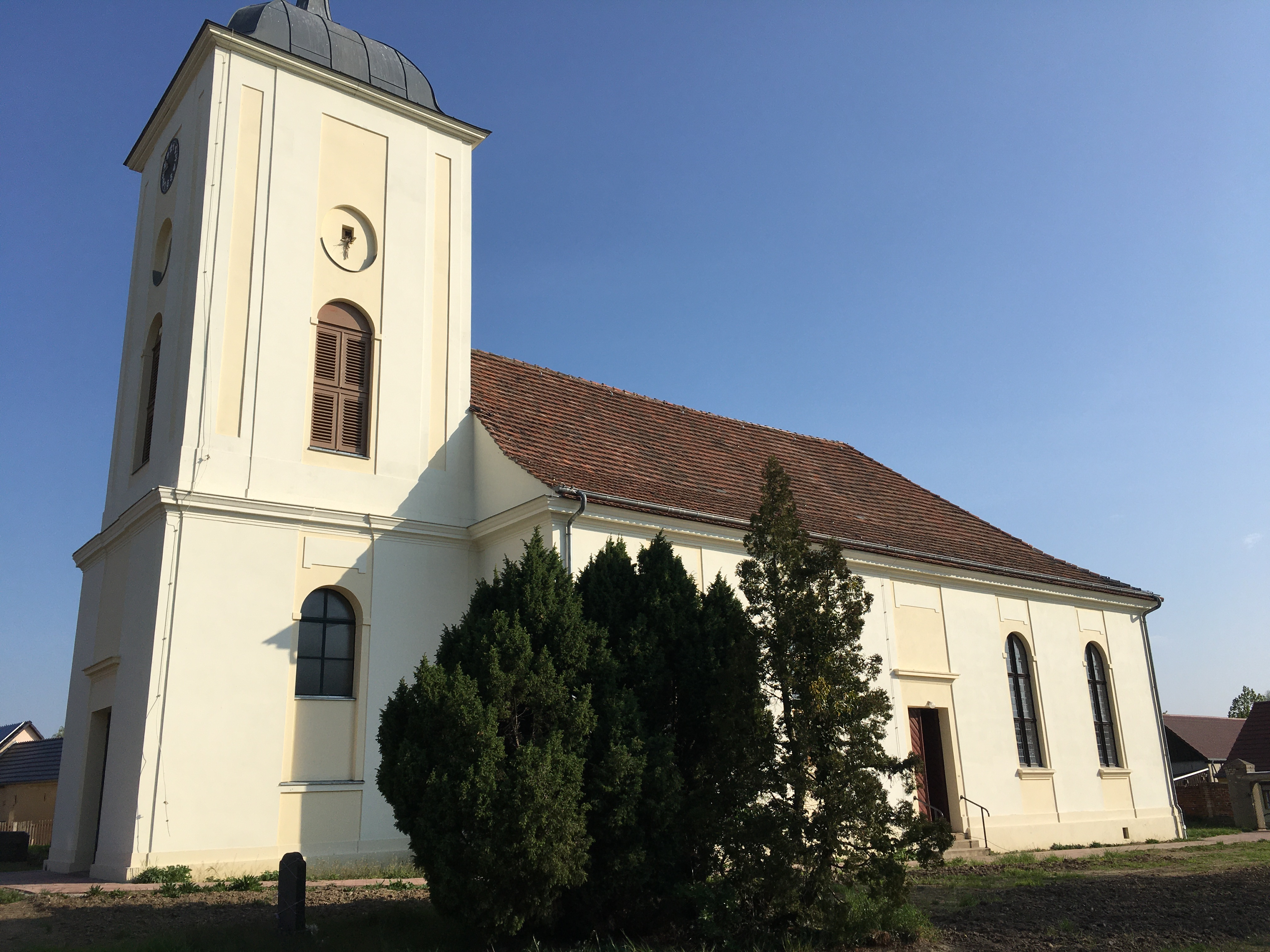
Ansicht der Kirche

Reparaturen und ein Neuputz erfolgten in den Jahren 1934 und 1935. Einschüsse und Dachbeschädigungen des Zweiten Weltkrieges wurden in den Jahren 1949 bis 1957 repariert. 1959 wurde der Innenraum der Kirche saniert. Die Decke wurde damals mit Sperrholzplatten abgehängt, die Bleiglasfenster wegen Schwammschäden ausgebaut und durch Milchglasscheiben ersetzt. Der Turm und die Gesimse wurden in den Jahren 2001/2002, der Außenputz und das Innere der Kirche in den Jahren 2002/2003 denkmalgerecht, teilweise nach Fotovorlagen, rekonstruiert. Der Neuanstrich des Gestühls erfolgte vor Ostern 2007. Eine erneute umfassende Sanierung erfolgte in den Jahren 2014 (Begasung) sowie 2017–2019 (Hüllensanierung).
Der Turmhelm und das Kirchendach bestanden 1664 aus Lärchenholzschindeln. 1851 bekam der Turm sein Zinkdach und 1892 die Schallluken. 1949 wurde zunächst in Schiefer eingedeckt, dann 1974 mit Betonziegeln. 2001 wurde der Turmhelm aus Zink und die Turmzierde mit der Inschrift SDG (Soli Deo Gloria – Allein Gott sei Ehre) erneuert und das Dach ab 2003 mit Kirchenbibern neu gedeckt. In den Jahren 2017 und 2018 wurde er wegen erneuter Schäden nahezu neu verputzt. 2019 mussten zahlreiche Dachträgerbalken gewechselt werden. In den Jahren 2020 bis 2023 erfolgte eine umfassende Sanierung des Bauwerks, bei dem das Dachtragwerk erneuert und die Bleikristallfenster nach historischem Vorbild wiederhergestellt wurden. Durch die Öffnung einer bauzeitlichen Tür konnte ein barrierefreier Zugang in den Kirchenraum geschaffen werden. Die Restaurierungsarbeiten wurden mit einem Festgottesdienst am 14. Oktober 2023 offiziell abgeschlossen.
Die Turmuhr mit Zifferblatt an der Ostseite wurde 1953 angebracht; 1978 ein weiteres an der Westseite hinzugefügt und bei Turmsanierung 2002 überholt. Bis zum Jahr 2020 wurde sie jede Woche von Hand aufgezogen, seither ist sie elektrifiziert.

## Glocken
Im Turm befanden sich ursprünglich drei mittelalterliche Bronzeglocken aus Lauchhammer, von denen heute noch eine Glocke vorhanden ist. Die Glocke und der Glockenstuhl wurden im 1982 repariert. Eine erneute Reparatur wurde 2020 durchgeführt, dabei wurde die Glocke an einem Holzjoch aufgehängt und mit einem elektrischen Antrieb versehen.

## Innenausstattung

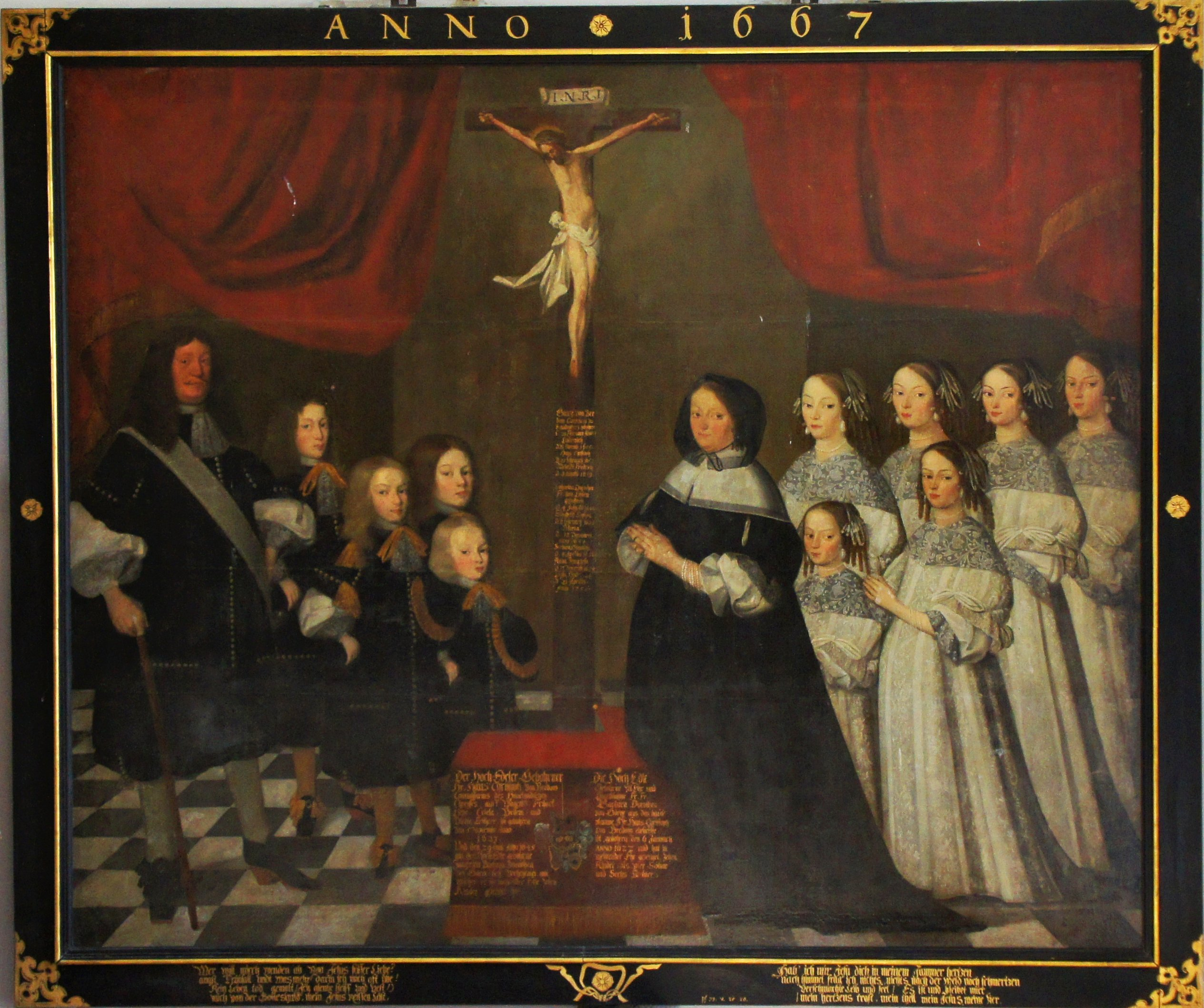
Bild des Hans Christoph von Bredow und Barbara von Görne mit Familie

Im Kirchenschiff befinden sich acht Bleiglasfenster, vier davon wurden erst im Jahr 2019 neu angefertigt. Das Kirchengestühl einschließlich des Patronatsgestühls und die Empore stammen aus dem 18. Jahrhundert, das links neben dem Altar befindliche Kruzifix, das auch auf dem Votivgemälde abgebildet ist, aus dem 17. Jahrhundert. Das rechts neben dem Altar angebrachte 6 m² breite Votivgemälde aus dem Jahre 1667 zeigt Hans Christoph von Bredow mit seiner Ehefrau Barbara von Görne. Seine vier Söhne werden durch den Maler individuell charakterisiert, während die vier Töchter schematisch dargestellt werden. Der Familienverband der Patronatsfamilie unterstützte bereits von 1982 bis 1985 Restaurierungen des Motivs.
Unter dem Altarbereich befindet sich das Erbbegräbnis derer von Bredow. Mehr als 80 Prozent der heute lebenden Familienangehörigen wissen hier ihre Vorfahren beerdigt. Die letzte Beisetzung fand um das Jahr 1840 herum statt. Der Zugang zur Gruft wurde nach einer Plünderung im späten 19. Jahrhundert vermauert. Im Jahr 2018 öffneten Experten die Gruft und identifizierten 26 Holzsärge aus der Zeit zwischen 1691 und 1849, darunter 10 Kindersärge, die sukzessive restauriert wurden. Eine Ausstellung der Särge ist nicht vorgesehen; stattdessen erfolgte eine umfangreiche Dokumentation. Einige Särge waren durch den fehlenden Luftaustausch stark beschädigt. Die Restauratoren fertigten daher im Bedarfsfall Innen-Untersärge an, auf die die noch vorhandenen Originalteile angebracht wurden. Die zahlreichen Särge bilden dabei die Entwicklung vom Hochbarock bis hin zum beginnenden Historismus ab. Bei vier der ältesten Objekte befand sich ein Scharnier, mit dem der Deckel mit dem Untersarg verbunden war. Ihre Funktion konnte bis heute nicht eindeutig bestimmt werden. Ein Sarg mit Rokoko-Ornamenten konnte Ernst Wilhelm von Bredow zugeordnet werden. Der Sarg ist mit vergoldeten Tafeln aus Buntmetall sowie dem unter einer Krone angebrachten Familienwappen verziert. Unterhalb befinden sich ein Seifenblasen-Putto sowie die Inschrift mit einem trauernden Putto; abschließend eine Darstellung des Chronos. Ein Großteil der Leichname war skelettiert; einige mumifiziert, wenn sie keinen direkten Bodenkontakt hatten. Textilien waren nur noch in Resten vorhanden, darunter Reste der schwarzen Samtbespannung sowie Teile eines seidenen Kleides der 1849 verstorbenen Clara Theodora Charlotte Wilhelmine von Bredow. Experten waren auch über Beigaben in Form von Zahnprotesten und Zahnbürsten erstaunt, die für eine gute zahnärztliche Versorgung sprachen.
Der Kanzelaltar stammt aus dem 19. Jahrhundert. Die ursprünglichen Verzierungen sind nicht mehr vorhanden. Das Abendmahlbild auf der Vorderseite des Kanzelkorbes wurde 1843 durch den Maler „Pein“ gemalt. An der Unterseite des Kanzeldeckels befindet sich ein Taubenmotiv. Der aus dem 18. Jahrhundert stammende Taufstein ist mit einer silbernen Taufschale versehen, die mit dem Familienwappen der von Bredow und von Görne verziert ist.
Die Gedenktafeln auf der linken und rechten Seite der Kirche sind den Wagenitzer Opfern des Ersten und Zweiten Weltkrieges gewidmet. Der in der Mitte der Kirche befindliche Messingleuchter wurde im 18. Jahrhundert hergestellt und 2004 in Rathenow restauriert. Die auf der Empore befindlichen Rudimente kennzeichnen die 1885 von Friedrich Hermann Lütkemüller in Wittstock erbaute Orgel. Sie wurde Ende des 19. Jahrhunderts repariert und ist seit 1960 nicht mehr in Betrieb. Die im hinteren Teil der Kirche befindliche Winterkirche wurde 1959 abgetrennt. Gleichzeitig wurde der Turmeingang verschlossen, der untere Turmbereich wurde bis zum Neubau eines Friedhofs am Rande des Dorfes als Leichenhalle genutzt. 2020 wurde bei Baumaßnahmen die ehemalige Zugangstür wiederentdeckt und der Westeingang wieder geöffnet.

## Quelle
- Lagerbücher der Kirchengemeinde und Unterlagen des Gemeindekirchenrates